# Таллагачі (округ, Міссісіпі)
Шаблон:StateAbbr_ 33°57′ пн. ш. 90°10′ зх. д. / 33.95° пн. ш. 90.17° зх. д.
Округ  Таллагачі (англ. Tallahatchie County) — округ (графство) у штаті Міссісіпі, США. Ідентифікатор округу 28135.

## Історія
Округ утворений 1833 року.

## Демографія
За даними перепису 
2000 року 
загальне населення округу становило 14903 осіб, зокрема міського населення було 2996, а сільського — 11907.
Серед мешканців округу чоловіків було 6967, а жінок — 7936. В окрузі було 5263 домогосподарства, 3828 родин, які мешкали в 5711 будинках.
Середній розмір родини становив 3,36.
Віковий розподіл населення поданий у таблиці:
| Стать    | До 15 років | 15-21 | 22-29 | 30-39 | 40-49 | 50-65 | 65-85 | Понад 85 |
| -------- | ----------- | ----- | ----- | ----- | ----- | ----- | ----- | -------- |
| Чоловіки | 1825        | 848   | 662   | 888   | 960   | 1017  | 680   | 87       |
| Жінки    | 1883        | 838   | 795   | 1036  | 1039  | 1142  | 1023  | 180      |

## Суміжні округи
- Квітмен — північ
- Пенола — північний схід
- Ялобуша — схід
- Ґренада — південний схід
- Лефлор — південь
- Санфлауер — південний захід
- Коагома — північний захід

## Виноски
1. ↑  U.S. Decennial Census. United States Census Bureau. Архів оригіналу за 12 травня 2015. Процитовано 8 листопада 2014.
2. ↑  Historical Census Browser. University of Virginia Library. Архів оригіналу за 11 серпня 2012. Процитовано 8 листопада 2014.
3. ↑  Population of Counties by Decennial Census: 1900 to 1990. United States Census Bureau. Архів оригіналу за 28 грудня 2014. Процитовано 8 листопада 2014.
4. ↑  Census 2000 PHC-T-4. Ranking Tables for Counties: 1990 and 2000 (PDF). United States Census Bureau. Архів оригіналу (PDF) за 18 грудня 2014. Процитовано 8 листопада 2014.
5. ↑  State & County QuickFacts. United States Census Bureau. Архів оригіналу за 25 листопада 2015. Процитовано 7 вересня 2013. [Архівовано 2015-11-25 у Wayback Machine.](англ.) Наведено за англійською вікіпедією.
6. ↑  American FactFinder. Бюро перепису населення США. Архів оригіналу за 26 лютого 2012. Процитовано 31 січня 2008. [Архівовано 2008-05-21 у Wayback Machine.]

| США | Це незавершена стаття з географії США. Ви можете допомогти проєкту, виправивши або дописавши її. |